# 波托基
波托基(Potoki 發音：[pɔˈtoːki])是一個位於斯洛文尼亞上卡尼奧拉上克拉尼斯卡統計區耶塞尼采區的鄉村

## 外部連結
- Potoki at Geopedia （页面存档备份，存于）